# Asia Taylor
Asia Meshae Taylor (Columbus, 22 agosto 1991) è una cestista statunitense, professionista nella WNBA.

## Carriera
È stata selezionata dalle Minnesota Lynx al terzo giro del Draft WNBA 2014 (36ª scelta assoluta).